# Naoko Yamazaki
Naoko Yamazaki (山崎 直子 Yamazaki Naoko?), nacida el 27 de diciembre de 1970, es una astronauta japonesa de la JAXA, la segunda mujer de esa nacionalidad en convertirse en astronauta, tras Chiaki Mukai.
Se tituló en Ingeniería aeroespacial en la Universidad de Tokio en 1993, donde también obtuvo la maestría en 1996, en esa misma especialidad.  